# Chirocephalus diaphanus
Espèce
Chirocephalus diaphanus, le Chirocéphale diaphane, est une espèce animale qui appartient à l'ordre des Anostraca (crustacés branchiopodes). C'est, avec les daphnies et les triops, l'un des taxons les plus représentatifs des mares et eaux temporaires.
Il est inscrit sur la liste rouge des crustacés d'eau douce de France métropolitaine en tant qu'espèce en préoccupation mineure (LC).

## Biogéographie
L'espèce est présente en France. On la rencontre notamment dans l'Ouest armoricain.

## Description
Ce crustacé nage sur le dos. L'abdomen (improprement appelé queue) se termine par deux appendices (furcas) en forme de fourche. Chez le mâle, la deuxième paire d'antennes est plus développée que chez la femelle, et porte à sa base un appendice denté. La femelle porte ses œufs dans une poche ovale entre les premiers segments de l'abdomen. Ils tombent au fond de l'eau où ils restent jusqu'à l'éclosion.

## Écologie
Une caractéristique principale des anostracés consiste dans leur adaptabilité aux environnements soumis à de forts stress saisonniers. Afin de faire face à de telles difficultés, Chirocephalus diaphanus produit une forme de résistance appelée cyste, à l'intérieur desquels l'embryon, dont le développement est stoppé au stade de gastrulation, est isolé par une paroi protectrice lui permettant de conserver sa vitalité, d'attendre le moment où les conditions idéales à son développement se recréent et ainsi d'éclore. Les mares temporaires sont le milieu de prédilection de l'espèce. La saison sèche est passée dans le sédiment sous forme d'œufs de résistance ou cystes.
Il se nourrit du plancton et des particules en suspension dans l'eau.